# 烏丁根足球俱樂部
烏丁根足球俱樂部（KFC Uerdingen 05）是德國的一家足球俱樂部。主場位於北萊茵-威斯特法倫州的克雷費爾德市烏丁根區。目前參加德国足球高級联赛的比賽。

## 俱乐部历史
俱樂部成立於1905年11月17日，當時的名稱是FC Uerdingen 05。1953年，俱樂部與拜耳公司下的球隊Werkssportgruppe Bayer AG Uerdingen合併，改稱FC Bayer 05 Uerdingen。
1974-75賽季，俱樂部首次進入德甲，但当赛季即以联赛最后一名的成绩降回乙级。1979年，乌丁根再次升上德甲联赛，但在1981年再次降级。1983年，球隊第三次升入德甲，并獲得巨大的成功。他們在1985-86赛季獲得俱乐部历史的最好成绩—德甲第三名，并在1985年在德国杯决赛2比1击败当赛季联赛冠军拜仁慕尼黑而獲得德國杯錦標。1985-86赛季，乌丁根历史上首次征战欧洲比赛，他们在欧洲优胜者杯闯进半决赛，但在半决赛中被马德里竞技淘汰，无缘决赛。
1995年，拜耳公司撤销对俱乐部的赞助，俱乐部遇到严重的财政问题。1995-96赛季，球队以Krefelder Fußball-Club Uerdingen 05的名称征战德甲联赛，这也是他们最后一个赛季的德甲比赛。1998-99赛季，乌丁根降入第三级别联赛。2003年，由于俱乐部的财政问题持续存在，德国足球协会将其降入第四级别联赛。2008-09赛季，德国足球协会对第三级别以下的联赛进行重组，增加新的德国足球丙级联赛，乌丁根所在的第四级别联赛变为第五级别联赛。乌丁根俱乐部申请进入第四级别联赛失败，反而再次降级到第六级别联赛。
2025年，税务机关因欠税向俱乐部提交了新的破产申请，随后俱乐部被宣布立即终止所有活动退出当赛季联赛，而俱乐部执行委员会对此并不知情。2025年4月22日，俱乐部就此发表声明，并宣布将采取法律措施。

## 荣誉
- 德国杯冠军：1984-85赛季
- 德国足球乙级联赛冠军：1991-92赛季

## 著名球员
| - 奥利弗·比尔霍夫(Oliver Bierhoff，1986年-1988年) - 斯特凡·昆茨(Stefan Kuntz，1986年-1989年) - 布莱恩·劳德鲁普(Brian Laudrup，1989年-1990年) | - 斯特凡纳·查普伊萨特(Stéphane Chapuisat，1991年) - 艾尔顿(Aílton，2010年-) |

## 外部連結
- 官方網站 （页面存档备份，存于）
- The Abseits Guide to German Soccer （页面存档备份，存于）